# Оренбург
Оренбург (рус. Оренбу́рг) град је у Русији и административни центар Оренбуршке области у Поволшком федералном округу. Према попису становништва из 2010. у граду је живело 544.987 становника. Оренбург се налази 1.480 km југоисточно од Москве, недалеко од границе са Казахстаном.
Оренбург лежи на 150 m надморске висине, на реци Уралу, која иначе чини границу између Европе и Азије. 

## Историја
Руско царство је планирало изградњу источног пограничног утврђеног града у регији јужни Урал. Требало је да буде назван Оренбург 1734. Насељеници су изворно основали насеобину 1735. на ушћу реке Ор у реку Урал. Име града значи „тврђава на Ору“, будући да је „Бург“ немачки назив за утврђени град. Ово насеље је променило своје име 1739. у Орск. Био је покушај да се оснује још један Оренбург на месту званом Красногар, или „Црвеном Брду“ 1741, али ово насеље није опстало. Трећи Оренбург је успешно утемељен на његовом данашњем месту приближно 250 km низводно реком Уралом од Орска 1743.
Овај трећи Оренбург је функционисао као важна војна испостава на међи са номадским Козацима. Постао је средиште Оренбуршких Козака. Након утеловљења средишње Азије у Руско царство, Оренбург се претвара у трговачку станицу и значајно железничко чвориште на путу према новим средњоазијским поседима и према Сибиру.
Страдао је у пожару крајем 18. века, али је брзо обновљен. У граду су изграђене цркве у барокном стилу. У почетку град је имао значај и као трговачка постаја. Нарочито је трговина стоком цветала.
У 19. веку неколицина војних команданата је покушала да ојача културни живот у граду. Временом, даљим продором козака на Исток, град је губио свој гарнизонско-стражарски карактер. Изграђена је и једна џамија 1838. године, а крајем 19. века саграђена је црква у типичном руско-нововизантијском стилу.
Када су бољшевици преузели власт у Русији, срушен је велики број цркава у Оренбургу. Град је добио на значају током Другог светског рата, пошто је велики број за рат важних фабрика измештен у далеки Оренбург, који је био заштићен од ратних дејстава.
Оренбург је функционисао и као главни град Киргиске АССР (у данашњем Казахстану) унутар Русије 1920—1925. Када је та република преименована у Казашку АССР 1925, Оренбург се поновно придружио ужој Русији, а Алма-Ата (данашњи Алмати) је постао нови главни град. Иако је република постала Казахска ССР 1936, Оренбург је остао у Русији.
Од 1938. до 1957. град је носио име Чкалов (рус. Чкалов) по руском (совјетском) пробном пилоту, а број становника је удвостручен у периоду између тридесетих и шездесетих година двадесетог века. Током своје совјетске историје, град је припадао Русији или некој од аутономних совјетских република у саставу Русије.

## Становништво
Према прелиминарним подацима са пописа, у граду је 2010. живело 544.987 становника, 4.374 (0,80%) мање него 2002.
| 1939.   | 1959.   | 1970.   | 1979.   | 1989.   | 2002.   | 2010.   | 2020.   |
| ------- | ------- | ------- | ------- | ------- | ------- | ------- | ------- |
| 171.726 | 267.317 | 344.266 | 458.747 | 546.501 | 549.361 | 548.331 | 572.188 |

## Знаменитости
Град је у великој мери обележен социјалистичким стилом у архитектури: велики стамбени блокови за радничку класу. Али, ипак, у центру вреди видети Саборну цркву Светог Николе, изграђену у класицистичком стилу, затим мост на реци Урал, у чијој близини се налази неколико преосталих кућа из 18. и 19. века. Град има оперу, већницу, неколико музеја и уметничку академију.

## Градови побратими и партнерски градови
- Кучанд
- Орал
- Блањак
- Орландо
- Иваново
- Јекатеринбург
- Казањ
- Москва
- Уфа